# Molophilus (Molophilus) thyellus
Molophilus (Molophilus) thyellus is een tweevleugelige uit de familie steltmuggen (Limoniidae). De soort komt voor in het Afrotropisch gebied.